# Gonatocerus longicrus
Gonatocerus longicrus är en stekelart som beskrevs av Jean-Jacques Kieffer 1913. Gonatocerus longicrus ingår i släktet Gonatocerus och familjen dvärgsteklar. Inga underarter finns listade i Catalogue of Life.